# Per Lilienberg
Per Lilienberg, född 20 juni 1931 i Tyringe, Skåne, död 11 juli 2002 i Bottna, Bohuslän, var en svensk skulptör, bildpedagog och rektor för Gerlesborgsskolan i Tanums kommun.

## Biografi
Lilienberg studerade på 1950-talet vid Konstfack i Stockholm och var sedan verksam som bildkonstnär och skulptör. Han arbetade även med bildpedagogik och drev på 1960-talet en dockteater. 
Från 1970 var han lärare vid Gerlesborgsskolan och 1977-1993 var han skolans rektor. Med Lilienberg som rektor förändrades och utvecklades skolan. Bland annat startade han den konstnärliga helårsutbildningen 1984 från att det tidigare enbart funnits kortare kursverksamheter. Han utvecklade också skolans utåtriktade kultur- och konsertprogram.
Lilienberg initierade flera projekt där forskare och konstnärer kunde mötas inom naturvetenskap och humaniora, bland annat i ett forum som hette Samtal under arbete. Han arbetade även fram ett flertal samhällsdebatterande turnerande utställningar, där även naturvetare ingick.
Lilienberg erhöll kulturpris från Göteborgs och Bohus läns landsting respektive Tanums kommun. År 2001 blev han hedersdoktor på Naturvetenskapliga institutionen vid Göteborgs universitet.
Lilienberg finns representerad vid bland annat Örebro läns landsting.